# Feste Rauhenstein

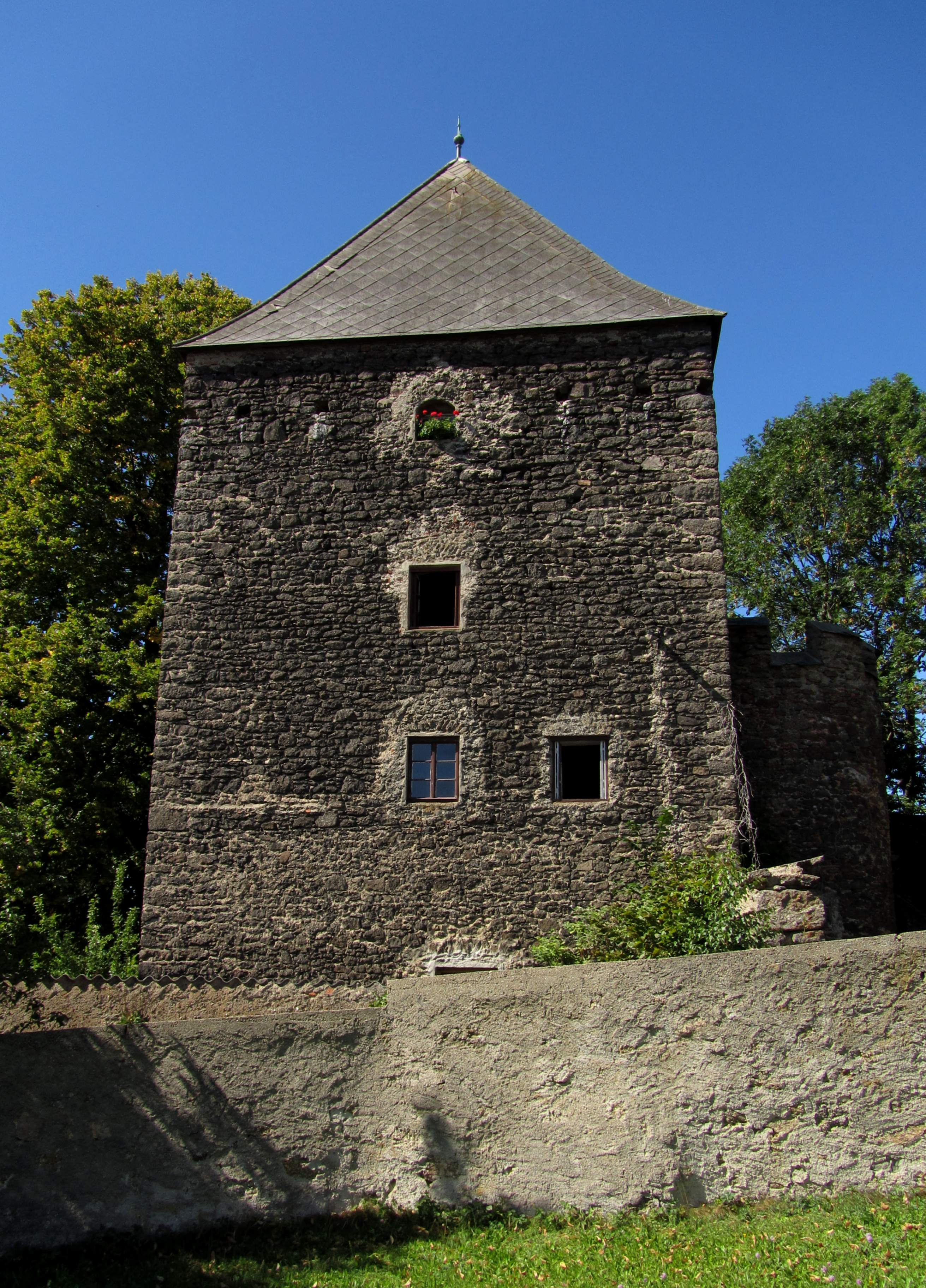
Kuenringerturm – Feste Rauhenstein

Die Feste Rauhenstein ist ein ehemaliger Wehrbau im Ort Weißenalbern in der Marktgemeinde Kirchberg am Walde in Niederösterreich. Das Gebäude steht unter Denkmalschutz (Listeneintrag).

## Geschichte
Anfangs war der Bau ein Wach- und Signalturm der Kuenringer. Die Hauptmauern sind aus dem 13. Jahrhundert. Urkundlich wurde 1289 ein Ortolf von Kirchberg genannt. 1343 wurde ein Rudolf von Rauhenstein genannt. 1592 wurde ein Hannibal von Sondernhof zu Kirchberg am Walde genannt. 1743 erfolgte ein Umbau zu einem Schüttkasten. 1752 erfolgte ein Verkauf an zwei Bauern.

## Architektur
Die rechteckige viergeschoßige Feste unter einem Walmdach steht im Westen der Pfarrkirche Weißenalbern und war ursprünglich von einer Ringmauer umgeben. Das Mauerwerk ist aus Granitbruchstein und hat vermauerte Rundbogenfenster mit Gewände und im obersten Geschoß Rechteckfenster und Rundbogenfenster. Im Mauerwerk sind Einsatzlöcher eines Holzwehrganges erhalten. Nordseitig besteht eine Wendeltreppe aus dem 16. Jahrhundert.